# Abrázame (Julio Iglesias)
Abrázame è una romantica canzone di Julio Iglesias del 1975, facente parte dell'album El amor e scritta dallo stesso Julio Iglesias e da Rafael Ferro.
Della canzone esistono versioni in altre lingue: in italiano si intitola Abbracciami (1978); in francese, Viens m'embrasser; in inglese So close to me, in portoghese Abráça-me (canzone inserita nell'album Se mi lasci non vale del 1976).
Il lato B Quiero arriva in sesta posizione nelle Fiandre in Belgio ed in ottava nei Paesi Bassi.

## Testo & Musica
La canzone è molto triste: è l'accorato appello di un uomo a la propria donna di non lasciarlo, ma gli è sufficiente lo sguardo di lei per capire che questo amore, nato quando i due erano ancora ragazzini, è ormai finito.
E l'ultima cosa che lui chiede – nella speranza che lei torni – è solo un affettuoso abbraccio.
Musicalmente, la canzone inizia con un preludio molto malinconico.

### Adattamento italiano
La versione italiana Abbracciami, uscita nel 1978 e che fa parte dell'album Sono un pirata, sono un signore, è corrispondente solo dal punto di vista melodico.
Il testo, infatti, adattato in italiano da Gianni Belfiore, non parla più di un amore finito, ma piuttosto di cose non dette tra due persone (forse una coppia), che ora possono tranquillamente confidarsi tra loro.

Musicalmente, cambiano alcuni arrangiamenti e manca la parte iniziale e finale.

## Tracce
1. Abrázame (Julio Iglesias - Rafael Ferro) 3:33
2. Quiero (Cecilia - Rafael Ferro)

## Cover
- Milva l'ha cantata in tedesco con il titolo Komm halt mich fest (Umarme mich) (uscita nell'album "Artisti" (2001))[4]